# Trofeo Gelderland
El Trofeo Gelderland (nombre oficial: Gelderland Tournament) fue un torneo que se disputó 6 veces, la última vez en 1999.
El torneo fue organizado por el equipo neerlandés Vitesse en su estadio en la ciudad Arnhem.
En la edición de 1994 los clubes que participaron fueron , el Vitesse como anfitrión, el Genoa 1893 de Italia y el Charleroi SC de Bélgica, siendo este último el campeón del torneo.
En la edición de 1998 los participantes eran los locales Vitesse, Chelsea FC de Inglaterra, Flamengo de Brasil y el Club Atlético de Madrid de España.
El 4 de agosto fue el primer día del torneo en que el Atlético Madrid goleó al Chelsea (0-4) y el Vitesse ganó al Flamengo con penaltis (5-4) después de haber empatado 1-1.
El 5 de agosto el Chelsea logró el tercer puesto goleando al Flamengo (5-0). Atlético Madrid ganó el torneo fácilmente marcando 3 goles al equipo local sin encajar alguno.
El Real Zaragoza participó 2 veces y supo ganar el torneo también en una ocasión.